# Gutang (socken i Kina, lat 28,70, long 112,78)
Gutang (kinesiska: 古塘, 古塘乡) är en socken i Kina. Den ligger i provinsen Hunan, i den södra delen av landet, omkring 60 kilometer norr om provinshuvudstaden Changsha. Antalet invånare är 17112. Befolkningen består av 8 115 kvinnor och 8 997 män. Barn under 15 år utgör 20,0 %, vuxna 15-64 år 67 %, och äldre över 65 år 11,0 %.
Genomsnittlig årsnederbörd är 1 683 millimeter. Den regnigaste månaden är maj, med i genomsnitt 292 mm nederbörd, och den torraste är december, med 45 mm nederbörd.